# Universidad de Antioquía en Santa Bárbara
La Universidad de Antioquía en Santa Bárbara (en inglés: Antioch University Santa Barbara, AUSB) es una universidad privada de artes liberales en el centro de Santa Bárbara, California. Es parte del sistema de la Universidad de Antioquía que incluye campus en Keene, Nuevo Hampshire; Seattle, Washington; Los Ángeles, California; y Yellow Springs, Ohio, también hogar de Antioch College. La Universidad de Antioquía ha operado en Santa Bárbara desde 1977.

## Historia
Antioch College se estableció en 1852 en Yellow Springs, Ohio. Horace Mann, educador, reformador social, abolicionista y uno de los creadores del sistema de escuelas públicas de Estados Unidos. fue su primer presidente. El objetivo de Mann, que logró, era crear una universidad que no fuera sectaria, mixta y que no utilizara un sistema de calificación convencional. En 1863, Antioch aprobó una política según la cual no se rechazaría a ningún solicitante por motivos de raza. También fue una de las primeras universidades en ofrecer el mismo plan de estudios a hombres y mujeres estudiantes.
En 1963, el Colegio comenzó a expandirse fuera del estado. Se inició una red de escuelas. En 1977, Antioch College pasó a llamarse Universidad de Antioch y abrió el campus de Santa Bárbara ese año.

## Programas
Los programas de AUSB incluyen:
- El programa de finalización de la Licenciatura en Artes (BA) en Estudios Liberales es perfecto para estudiantes transferidos y que regresan, con un alto crédito de transferencia disponible. Los estudiantes participan en una amplia gama de actividades de aprendizaje con trabajo académico que se lleva a cabo en varios entornos, incluidas clases en el campus, escuelas, agencias de salud, organizaciones artísticas, empresas y otros entornos comunitarios. Hay siete concentraciones disponibles: Psicología Aplicada; Negocios y Emprendimiento; Desarrollo y Educación Infantil; Medios de comunicación; Estudios Ambientales; artes liberales; y Mercadotecnia.
- El programa de Maestría en Bellas Artes (MFA) en Escritura y Medios Contemporáneos permite a los escritores tener éxito en el panorama dinámico de la narración profesional: cine, televisión, teatro, periodismo, podcasting y medios interactivos. El diseño de baja residencia combina la flexibilidad del aprendizaje en línea con residencias en campus colaborativas con profesores y compañeros en el entorno de la playa de Santa Bárbara. Además, los estudiantes tienen la oportunidad de pasar un semestre seleccionado trabajando con profesores y estudiantes en el programa de Maestría en Bellas Artes en Escritura Creativa en el campus de la Universidad de Antioch en Los Ángeles.
- El programa de Maestría en Administración de Empresas (MBA) en Negocios Sociales, Gestión sin Fines de Lucro y Liderazgo Estratégico se basa en la filosofía de que la responsabilidad social y el compromiso cívico están en el corazón de las prácticas comerciales transformadoras. Este programa híbrido de baja residencia de 16 meses se reúne un fin de semana al mes con cursos en línea en el medio. Los estudiantes obtienen las herramientas para crear una cultura empresarial altamente ética e impulsada por el éxito que prioriza el liderazgo estratégico y la conciencia social.
- La Maestría en Artes en Educación (MA) o la Maestría en Educación (MEd) más simplificada ofrecen una educación única y receptiva, donde el alumno construye activamente el conocimiento, las habilidades y las disposiciones para asumir un papel de liderazgo en nuestras escuelas y comunidad. Hay ofertas de trabajo de curso adicionales, que incluyen un Programa de Credencial de Maestro, una Credencial de Enseñanza de Múltiples Materias, un Énfasis en Justicia Social y Liderazgo Educativo, un Énfasis en Educación Infantil Basada en la Naturaleza, una Credencial de Especialista en Educación Leve/Moderada y una Credencial de Especialista en Educación Leve/ Diseño Curricular Moderado.
- El programa de Maestría en Artes (MA) en Psicología Clínica capacita a los aspirantes a médicos para trabajar en una amplia gama de entornos comunitarios y de práctica privada. Los estudiantes están preparados para obtener la licencia MFT o LPCC y pueden elegir seleccionar una de las dos concentraciones opcionales si lo desean en Envejecimiento saludable o Salud mental latina, para atender a dos poblaciones en crecimiento que necesitan apoyo. El plan de estudios está diseñado para que los estudiantes que trabajan y se inscriban a tiempo completo puedan completar los cursos y las horas clínicas en dos años.
- El modelo de doctorado en Psicología Clínica (PsyD) prepara a los estudiantes para usar habilidades de pensamiento crítico bien refinadas, conocimiento clínico afinado y aplicación basada en el tipo de ciencia innovadora y compleja que distingue a un doctorado. Los estudiantes de Antioch PsyD tienen la oportunidad de integrar capacitación psicológica de vanguardia, teoría, práctica e investigación, mientras perfeccionan y aplican las habilidades de un verdadero clínico (observación, análisis, intervención y evaluación) en beneficio de sus clientes.
- El programa de Certificado de Mujeres y Liderazgo es un programa virtual de baja residencia de 10 meses que apoya el avance profesional de mujeres líderes, construyendo sobre una plataforma de autoconocimiento, respeto, confianza y pasión en contextos profesionales y comunitarios. El plan de estudios aborda los principios y la práctica del liderazgo basado en valores y el género en lugares comerciales, públicos/políticos y sin fines de lucro. Diseñado como un programa de capacitación y tutoría de liderazgo, los estudiantes reciben una base sólida y colaborativa para tener éxito en roles de liderazgo importantes y significativos.

## Estudiantes
Los estudiantes son principalmente adultos que regresan a la escuela o que planean cambiar de carrera. La política de la universidad establece que busca "candidatos calificados que contribuyan a construir un cuerpo estudiantil diverso en género, etnia, edad, clase, diferencias físicas, estilos de aprendizaje, orientación sexual, antecedentes profesionales y experiencias comunitarias". La Universidad se asocia con AmeriCorps al igualar hasta $5,000 con su Beca de Educación Segal para el servicio como graduado de AmeriCorps. La universidad atiende a un número cada vez mayor de estudiantes internacionales.

## Facultad
Hay más de 100 miembros principales y adjuntos de la facultad. Muchos trabajan a tiempo parcial para la universidad y pasan la mayor parte de su tiempo trabajando en sus campos y profesiones. Barbara Lipinski, PhD, JD es la rectora y directora ejecutiva.